# Миньямбрес, Фелипе
Филипе Миньямбрес Фернандес (исп. Felipe Miñambres Fernández; род. 29 апреля 1965, Асторга, Кастилия и Леон) — испанский футболист и футбольный тренер. Известен по выступлениям за «Тенерифе» и сборной Испании. Участник чемпионата мира 1994 года.

## Клубная карьера
Миньямбрес начал карьеру выступая за молодёжные команды «Атлетико Асторга», «Самора» и хихонского «Спортинга». В 1986 году он был включен в заявку команды на сезон. 26 марта 1988 года в матче против «Атлетико Мадрид» Филипе дебютировал в Ла Лиге. В своём втором сезоне он стал ключевым футболистом «Спортинга» и с 9 мячами стал вторым бомбардиром команды.
Летом 1989 года Миньямбрес перешёл в «Тенерифе». 3 сентября в поединке против «Севильи» он дебютировал за новый клуб. Дважды Филипе помогал клубу занимать пятое место в чемпионате и выступать в Кубке УЕФА. В 1997 году он с командой дошёл до полуфинала турнира. В 1999 году Миньямбрас завершил карьеру, выступая за «Тенерифе» на протяжении десяти сезонов.

## Международная карьера
13 декабря 1989 года в товарищеском матче против сборной Швейцарии Миньямбрас дебютировал за сборную Испании. В 1994 году Филипе попал в заявку национальной команды на участие в чемпионате мира в США. На турнире он сыграл в поединках против сборных Боливии и Южной Кореи.